# Коши-Шварцова неједнакост
Коши-Шварцова неједнакост, позната и као неједнакост Коши-Шварц-Буњаковског, корисна је неједнакост која се примењује у многим областима математике као што су линеарна алгебра, анализа, теорија вероватноће и друге. Сматра се једном од најважнијих неједнакости у математици.
Неједнакост за суме открио је Огистен Луј Коши (1821), док је одговарајућу неједнакост за интеграле први доказао
Виктор Буњаковски (1859). Интегралну неједнакост нешто касније је открио, независно од Буњаковског, и Херман Шварц (1888).

## Исказ неједнакости
Коши-Шварцова неједнакост тврди да за све векторе {\displaystyle u} и {\displaystyle v} унитарног векторског простора важи
{\displaystyle |\langle \mathbf {u} ,\mathbf {v} \rangle |^{2}\leq \langle \mathbf {u} ,\mathbf {u} \rangle \cdot \langle \mathbf {v} ,\mathbf {v} \rangle ,}
где {\displaystyle \langle \cdot ,\cdot \rangle } представља унутрашњи производ. Еквивалентно, кореновањем обе стране претходне неједнакости, уз коришћење норме вектора, неједнакост се може записати у облику
{\displaystyle |\langle \mathbf {u} ,\mathbf {v} \rangle |\leq \|\mathbf {u} \|\|\mathbf {v} \|.}
Специјално, једнакост важи ако и само ако су {\displaystyle \mathbf {u} } и {\displaystyle \mathbf {v} } линеарно зависни (што значи да су паралелни: један од вектора {\displaystyle u} и {\displaystyle v} је нула вектор, или представља скаларни умножак другог).
Ако је {\displaystyle u_{1},\ldots ,u_{n}\in \mathbb {C} } и {\displaystyle v_{1},\ldots ,v_{n}\in \mathbb {C} }, и унутрашњи производ је стандардни комплексни унутрашњи производ, тада се неједнакост може експлицитно изразити на следећи начин (где црта изнад означава комплексну конјугацију): 
{\displaystyle |u_{1}{\bar {v}}_{1}+\cdots +u_{n}{\bar {v}}_{n}|^{2}\leq (|u_{1}|^{2}+\cdots +|u_{n}|^{2})(|v_{1}|^{2}+\cdots +|v_{n}|^{2}),}
односно 
{\displaystyle \left|\sum _{i=1}^{n}u_{i}{\bar {v}}_{i}\right|^{2}\leq \sum _{j=1}^{n}|u_{j}|^{2}\sum _{k=1}^{n}|v_{k}|^{2}.}

## Докази

### Први доказ
Нека су {\displaystyle u} и {\displaystyle v} произвољни вектори векторског простора над {\displaystyle \mathbb {F} } са унутрашњим производом, где је {\displaystyle \mathbb {F} } поље реалних или комплексних бројева. Желимо да докажемо неједнакост
{\displaystyle {\big |}\langle u,v\rangle {\big |}\leq \|u\|\|v\|,}
као и да једнакост важи ако и само ако је један од вектора {\displaystyle u} и {\displaystyle v} скаларни умножак другог (специјално, (бар) један од вектора је нула вектор).
Ако је {\displaystyle v=0}, јасно је да тада важи једнакост, а такође и да су {\displaystyle u} и {\displaystyle v} линеарно зависни (без обзира на вектор {\displaystyle u}), тако да закључујемо да у овом случају тврђење важи. 
Аналогно се показује за случај {\displaystyle u=0}. Претпоставимо стога да {\displaystyle v} није нула вектор.
Нека је
{\displaystyle z=u-{\frac {\langle u,v\rangle }{\langle v,v\rangle }}v.}
Тада, због линеарности унутрашњег производа по првом аргументу, имамо да је
{\displaystyle \langle z,v\rangle =\left\langle u-{\frac {\langle u,v\rangle }{\langle v,v\rangle }}v,v\right\rangle =\langle u,v\rangle -{\frac {\langle u,v\rangle }{\langle v,v\rangle }}\langle v,v\rangle =0.}
Одавде следи да је вектор {\displaystyle z} ортогоналан на {\displaystyle v} (заиста, {\displaystyle z}  је пројекција вектора {\displaystyle u} на раван ортогоналну на {\displaystyle v}). 
Стога можемо да применимо Питагорину теорему на
{\displaystyle u={\frac {\langle u,v\rangle }{\langle v,v\rangle }}v+z},
што нам даје
{\displaystyle \|u\|^{2}=\left|{\frac {\langle u,v\rangle }{\langle v,v\rangle }}\right|^{2}\|v\|^{2}+\|z\|^{2}={\frac {|\langle u,v\rangle |^{2}}{(\|v\|^{2})^{2}}}\,\|v\|^{2}+\|z\|^{2}={\frac {|\langle u,v\rangle |^{2}}{\|v\|^{2}}}+\|z\|^{2}\geq {\frac {|\langle u,v\rangle |^{2}}{\|v\|^{2}}},}
одакле, након множења са {\displaystyle \|v\|^{2}} и узимања квадратног корена обе стране, добијамо Коши-Шварцову неједнакост.
Додатно, ако у претходном изразу уместо {\displaystyle \geq } важи једнакост, тада је {\displaystyle \|z\|^{2}=0}, односно {\displaystyle z=0}; тада нам дефиниција вектора {\displaystyle z} даје линеарну зависност вектора {\displaystyle u} и {\displaystyle v}. 
Са друге стране, ако су {\displaystyle u} и {\displaystyle v} линеарно зависни, тада постоји {\displaystyle \lambda \in \mathbb {F} } тако да је {\displaystyle u=\lambda \cdot v} (јер је {\displaystyle v\neq 0}). Тада имамо 
{\displaystyle |\langle u,v\rangle |=|\langle \lambda \cdot v,v\rangle |=\left|\lambda \|v\|^{2}\right|=|\lambda |\|v\|^{2}=\|\lambda \cdot v\|\|v\|=\|u\|\|v\|.}
Овиме је тврђење доказано.

### Други доказ
Нека су {\displaystyle u} и {\displaystyle v} произвољни вектори унитарног векторског простора над {\displaystyle \mathbb {C} }.
У специјалном случају {\displaystyle v=0} тврђење тривијално важи. 
Претпоставимо сада да је {\displaystyle v\neq 0}. Нека је {\displaystyle \lambda \in \mathbb {C} } дато са {\displaystyle \lambda ={\frac {\langle u,v\rangle }{\|v\|^{2}}}}. Тада је
{\displaystyle {\begin{aligned}0&\leq \|u-\lambda \cdot v\|^{2}\\&=\langle u,u\rangle -\langle \lambda \cdot v,u\rangle -\langle u,\lambda \cdot v\rangle +\langle \lambda \cdot v,\lambda \cdot v\rangle \\&=\langle u,u\rangle -\lambda \langle v,u\rangle -{\overline {\lambda }}\langle u,v\rangle +\lambda {\overline {\lambda }}\langle v,v\rangle \\&=\|u\|^{2}-\lambda {\overline {\langle u,v\rangle }}-{\overline {\lambda }}\langle u,v\rangle +\lambda {\overline {\lambda }}\|v\|^{2}\\&=\|u\|^{2}-{\frac {|\langle u,v\rangle |^{2}}{\|v\|^{2}}}-{\frac {|\langle u,v\rangle |^{2}}{\|v\|^{2}}}+{\frac {|\langle u,v\rangle |^{2}}{\|v\|^{2}}}\\&=\|u\|^{2}-{\frac {|\langle u,v\rangle |^{2}}{\|v\|^{2}}}.\end{aligned}}}
Дакле, имамо да важи {\displaystyle 0\leq \|u\|^{2}-{\frac {|\langle u,v\rangle |^{2}}{\|v\|^{2}}}}, oдносно {\displaystyle |\langle u,v\rangle |\leq \|u\|\|v\|}, што је и требало доказати.
Ако у претходној неједнакости заправо важи једнакост, онда је {\displaystyle \|u-\lambda \cdot v\|=0}, односно {\displaystyle u-\lambda \cdot v=0}, одакле следи да су {\displaystyle u} и {\displaystyle v} линеарно зависни. 
Са друге стране, ако су {\displaystyle u} и {\displaystyle v} линеарно зависни, тада се као у првом доказу добија да важи {\displaystyle |\langle u,v\rangle |=\|u\|\|v\|}.

### Више доказа
Постоји још много различитих доказа Коши-Шварцове неједнакости. 
При разматрању других извора, често долази до забуне из два разлога. Прво, неки аутори дефинишу ⟨⋅,⋅⟩ као оператор који је линеаран по другом аргументу, уместо по првом. 
Друго, неки докази важе само у случају када се ради над пољем {\displaystyle \mathbb {R} }, а не {\displaystyle \mathbb {C} }.

## Специјални случајеви

### Титуова лема
Титуова лема (названа по математичару имена Titu Andreescu, позната још и као Т2 лема, Енгелова форма, или Седракјанова неједнакост) тврди да за позитивне реалне бројеве важи
{\displaystyle {\frac {\left(\sum _{i=1}^{n}u_{i}\right)^{2}}{\sum _{i=1}^{n}v_{i}}}\leq \sum _{i=1}^{n}{\frac {u_{i}^{2}}{v_{i}}}.}
Ова лема је директна последица Коши-Шварцове неједнакости, добијена сменом {\displaystyle u_{i}'={\frac {u_{i}}{\sqrt {v_{i}}}}} и {\displaystyle v_{i}'={\sqrt {v_{i}}}.} Овај облик посебно је користан када се у неједнакости појављује разломак чији је бројилац потпун квадрат.

### R2(стандардни дводимензионални простор)
У обичном дводимензионалном простору са скаларним производом, нека је {\displaystyle u=(u_{1},u_{2})} и {\displaystyle v=(v_{1},v_{2})}. Коши-Шварцова неједнакост тада има облик
{\displaystyle \langle u,v\rangle ^{2}=(\|u\|\|v\|\cos \theta )^{2}\leq \|u\|^{2}\|v\|^{2},}
где је {\displaystyle \theta } угао између вектора {\displaystyle u} и {\displaystyle v.}
Овај облик је вероватно и најједноставнији за разумевање неједнакости, с обзиром да квадрат косинуса може бити највише 1, а то се дешава када су вектори истог или супротног смера (дакле, када су линеарно зависни). Претходна неједнакост може се расписати и преко координата вектора {\displaystyle u_{1},u_{2},v_{1}} и {\displaystyle v_{2}}, чиме се добија
{\displaystyle (u_{1}v_{1}+u_{2}v_{2})^{2}\leq (u_{1}^{2}+u_{2}^{2})(v_{1}^{2}+v_{2}^{2}),}
при чему једнакост важи ако и само ако је вектор {\displaystyle (u_{1},u_{2})} истог или супротног смера у односу на вектор {\displaystyle (v_{1},v_{2}),} или ако је један од њих нула вектор.

### Rn(n-димензионални еуклидски простор)
У еуклидском простору {\displaystyle \mathbb {R} ^{n}} са стандардним унутрашњим производом, Коши-Шварцова неједнакост гласи
{\displaystyle \left(\sum _{i=1}^{n}u_{i}v_{i}\right)^{2}\leq \left(\sum _{i=1}^{n}u_{i}^{2}\right)\left(\sum _{i=1}^{n}v_{i}^{2}\right).}
У овом случају, дата неједнакост се може доказати и помоћу елементарне алгебре. Наиме, посматрајмо следећи квадратни полином по {\displaystyle x}:
{\displaystyle 0\leq (u_{1}x+v_{1})^{2}+\cdots +(u_{n}x+v_{n})^{2}=\left(\sum u_{i}^{2}\right)x^{2}+2\left(\sum u_{i}v_{i}\right)x+\sum v_{i}^{2}.}
Како је дати квадратни полином ненегативан, он може имати највише један реалан корен, одакле следи да је његова дискриминанта мања или једнака нули. Дакле,
{\displaystyle \left(\sum (u_{i}v_{i})\right)^{2}-\sum {u_{i}^{2}}\sum {v_{i}^{2}}\leq 0,}
одакле непосредно следи Коши-Шварцова неједнакост.

### L2
За унутрашњи производ простора квадратно интеграбилних функција са комплексним вредностима важи
{\displaystyle \left|\int _{\mathbb {R} ^{n}}f(x){\overline {g(x)}}\,dx\right|^{2}\leq \int _{\mathbb {R} ^{n}}|f(x)|^{2}\,dx\int _{\mathbb {R} ^{n}}|g(x)|^{2}\,dx.}
Уопштење овога представља Хелдерова неједнакост.

## Примене

### Анализа
Неједнакост троугла за стандардну норму често се наводи као последица Коши-Шварцове неједнакости. Наиме, ако су дати вектори {\displaystyle x} и {\displaystyle y}, имамо да важи:
{\displaystyle {\begin{aligned}\|x+y\|^{2}&=\langle x+y,x+y\rangle \\&=\|x\|^{2}+\langle x,y\rangle +\langle y,x\rangle +\|y\|^{2}\\&=\|x\|^{2}+2\operatorname {Re} \langle x,y\rangle +\|y\|^{2}\\&\leq \|x\|^{2}+2|\langle x,y\rangle |+\|y\|^{2}\\&\leq \|x\|^{2}+2\|x\|\|y\|+\|y\|^{2}\\&=(\|x\|+\|y\|)^{2}.\end{aligned}}}
Узимањем квадратног корена обе стране неједнакости добијамо управо неједнакост троугла:
{\displaystyle \|x+y\|\leq \|x\|+\|y\|.}
Коши-Шварцова неједнакост се користи и да се докаже да је унутрашњи производ непрекидна функција, узимајући у обзир топологију која је индукована самим унутрашњим производом.

### Геометрија
Коши-Шварцова неједнакост омогућава да се појам угла између два вектора уопшти на било који реални простор са унутрашњим производом тако што се дефинише
{\displaystyle \cos \theta _{xy}={\frac {\langle x,y\rangle }{\|x\|\|y\|}}.}
Помоћу Коши-Шварцове неједнакости доказује се да је дата дефиниција добра, тако што се покаже да вредност израза са десне стране припада интервалу [−1, 1], и оправдава се тврђење да (реални) Хилбертови простори заправо представљају генерализацију еуклидског простора. Горенаведена једнакост може се користити и за дефинисање угла у комплексним просторима са унутрашњим производом, узимањем модула или реалног дела десне стране.

### Теорија вероватноће
Нека су X и Y случајне променљиве. Тада за њихову коваријансу важи неједнакост:
{\displaystyle \operatorname {Var} (Y)\geq {\frac {(\operatorname {Cov} (Y,X))^{2}}{\operatorname {Var} (X)}},}
где {\displaystyle \operatorname {Var} } означава варијансу, а {\displaystyle \operatorname {Cov} } коваријансу датих случајних променљивих.
Дефинисањем унутрашњег производа на скупу случајних променљивих помоћу очекивања њиховог производа:
{\displaystyle \langle X,Y\rangle :=\operatorname {E} (XY),}
Коши-Шварцова неједнакост постаје
{\displaystyle |\operatorname {E} (XY)|^{2}\leq \operatorname {E} (X^{2})\operatorname {E} (Y^{2}).}
Да бисмо доказали неједнакост за коваријансу помоћу Коши-Шварцове неједнакости, означимо {\displaystyle \mu =\operatorname {E} (X)} и {\displaystyle \nu =\operatorname {E} (Y)}; тада је
{\displaystyle {\begin{aligned}|\operatorname {Cov} (X,Y)|^{2}&=|\operatorname {E} ((X-\mu )(Y-\nu ))|^{2}\\&=|\langle X-\mu ,Y-\nu \rangle |^{2}\\&\leq \langle X-\mu ,X-\mu \rangle \langle Y-\nu ,Y-\nu \rangle \\&=\operatorname {E} ((X-\mu )^{2})\operatorname {E} ((Y-\nu )^{2})\\&=\operatorname {Var} (X)\operatorname {Var} (Y).\end{aligned}}}

## Уопштења
Постоје разна уопштења Коши-Шварцове неједнакости. Хелдерова неједнакост представља њено уопштење на {\displaystyle L^{p}} норме. Још општије, ова неједнакост може се интерпретирати као специјалан случај дефиниције норме линеарног оператора у Банаховом простору (конкретно, када је простор Хилбертов). Даље генерализације су у контексту теорије оператора, на пример за алгебре оператора у којима су домен и/или кодомен замењени са C*-алгебром или W*-алгебром.
Унутрашњи производ се може користити за дефинисање позитивног линеарног функционала. На пример, ако је дат Хилбертов простор {\displaystyle L^{2}(m)}, где је {\displaystyle m} коначна мера, помоћу стандардног унутрашњег производа може се дефинисати позитивни функционал {\displaystyle \varphi } са {\displaystyle \varphi (g)=\langle g,1\rangle }.  Обратно, сваки позитивни линеарни функционал {\displaystyle \varphi } на {\displaystyle L^{2}(m)} може се користити за дефинисање унутрашњег производа: {\displaystyle \langle f,g\rangle _{\varphi }:=\varphi (g^{*}f)}, где {\displaystyle g^{*}} представља тачка по тачка комплексни конјугат од {\displaystyle g}. У овом случају Коши-Шварцова неједнакост постаје
{\displaystyle |\varphi (g^{*}f)|^{2}\leq \varphi (f^{*}f)\varphi (g^{*}g),}
што се уопштава на позитивне функционале у C*-алгебрама:
Теорема (Коши-Шварцова неједнакост за позитивне функционале на C*-алгебрама): Ако је {\displaystyle \varphi } позитивни линеарни функционал на C*-алгебри {\displaystyle {\mathcal {A}},} онда за све {\displaystyle a,b\in {\mathcal {A}}} важи
{\displaystyle |\varphi (b^{*}a)|^{2}\leq \varphi (b^{*}b)\varphi (a^{*}a)}.
Наредне две теореме представљају даља уопштења Коши-Шварцове неједнакости у алгебри оператора.
Теорема (Кадисон-Шварцова неједнакост, названа по Ричарду Кадисону): Ако је {\displaystyle \varphi } унитална позитивна мапа, тада за сваки нормални елемент {\displaystyle a} из њеног домена важи
{\displaystyle \varphi (a^{*}a)\geq \varphi (a^{*})\varphi (a)} и {\displaystyle \varphi (a^{*}a)\geq \varphi (a)\varphi (a^{*})}.
Одавде следи чињеница да је {\displaystyle \varphi (a^{*}a)\cdot 1\geq \varphi (a)^{*}\varphi (a)=|\varphi (a)|^{2}}, уколико је {\displaystyle \varphi } линеарни функционал. Случај када је {\displaystyle a} самоадјунгован, тј. {\displaystyle a=a^{*},} се некад назива Кадисонова неједнакост.
Теорема (Модификована Шварцова неједнакост за 2-позитивне мапе): Ако је {\displaystyle \varphi } 2-позитивна мапа између C*-алгебри, тада за све {\displaystyle a,b} из њеног домена важи:
{\displaystyle \varphi (a)^{*}\varphi (a)\leq \Vert \varphi (1)\Vert \varphi (a^{*}a){\text{ и }}}
{\displaystyle \Vert \varphi (a^{*}b)\Vert ^{2}\leq \Vert \varphi (a^{*}a)\Vert \cdot \Vert \varphi (b^{*}b)\Vert .}
Још једно уопштење се добија интерполацијом обе стране Коши-Шварцове неједнакости:  
Теорема (Неједнакост Калебаута): 
За реалне бројеве {\displaystyle 0\leqslant s\leqslant t\leqslant 1} важи: 
{\displaystyle {\Bigl (}\sum _{i=1}^{n}a_{i}b_{i}{\Bigr )}^{2}\leqslant \sum _{i=1}^{n}a_{i}^{1+s}b_{i}^{1-s}\sum _{i=1}^{n}a_{i}^{1-s}b_{i}^{1+s}\leqslant \sum _{i=1}^{n}a_{i}^{1+t}b_{i}^{1-t}\sum _{i=1}^{n}a_{i}^{1-t}b_{i}^{1+t}\leqslant \sum _{i=1}^{n}a_{i}^{2}\sum _{i=1}^{n}b_{i}^{2}.}
Ово се лако доказујe коришћењем Хелдерове неједнакости.